# Rei Ohara
Rei Ohara (japanisch 小原 怜, Ohara Rei; * 10. August 1990 in Kurashiki, Präfektur Okayama) ist eine japanische Mittel- und Langstreckenläuferin.

## Sportliche Laufbahn
Erste internationale Erfahrungen sammelte Rei Ohara im Jahr 2009, als sie bei den Jugendweltmeisterschaften in Ostrava in 4:27,74 min den neunten Platz im 1500-Meter-Lauf belegte. Im Jahr darauf erreichte sie bei den Juniorenweltmeisterschaften in Bydgoszcz in 9:16,09 min Rang 10 im 3000-Meter-Lauf und 2011 wurde sie bei den Asienmeisterschaften in Kōbe in 4:28,09 min Siebte über 1500 Meter sowie in 16:21,23 min auch im 5000-Meter-Lauf. Zudem erreichte sie in diesem Jahr beim Kagawa-Marugame-Halbmarathon nach 1:10:50 h Rang drei. Im Jahr darauf siegte sie beim Rock 'n' Roll Virginia Beach Half Marathon nach 1:13:50 h und 2013 wurde sie bei den japanischen Halbmarathon-Firmenmeisterschaften in Yamaguchi nach 1:09:45 h Dritte. 2015 qualifizierte sie sich dann im 10.000-Meter-Lauf für die Weltmeisterschaften in Peking, bei denen sie in 32:47,74 min auf den 22. Platz gelangte. 2016 siegte sie beim Sanyo Ladies Road Race in Okayama über die Halbmarathondistanz nach 1:10:04 h und wurde beim Nagoya-Marathon nach 2:23:20 h Dritte. 2017 siegte sie beim Osaka-Halbmarathon und im Jahr darauf wurde sie beim Sanyo Ladies Road Race nach 1:10:37 h Dritte. 2019 erreichte sie beim Sendai-Halbmarathon Rang zwei, wie auch beim Osaka Women’s Marathon nach 2:25:46 h. Zudem verpasst sie beim Marathon Grand Championship, dem in Tokio ausgetragenen Ausscheidungswettkampf für das japanische Olympiateam, als Dritte nach 2:29:06 h knapp die direkte Olympiaqualifikation.
Rei Ohara läuft für das Firmenteam des Kaufhauses Tenmaya.

## Persönliche Bestleistungen
- 1500 Meter: 4:19,16 min, 20. Juni 2008 in Okayama
- 3000 Meter: 9:11,11 min, 25. September 2010 in Niigata
- 5000 Meter: 15:40,60 min, 7. Oktober 2011 in Yamaguchi
- 10.000 Meter: 31:48,31 min, 16. Juli 2015 in Abashiri
- Halbmarathon: 1:09:17 h, 23. Dezember 2015 in Okayama
- Marathon: 2:23:20 h, 13. März 2016 in Nagoya